# 연옥 (기독교)
연옥(燃獄, 라틴어: Purgatorium)은 로마 가톨릭교회의 내세관 중의 하나이다. 로마 가톨릭교회의 교리에 따르면, 하느님의 은총과 사랑 안에서 죽었기 때문에 영원한 구원을 보장받았으나 완전히 정화되지 못했기 때문에, 하늘의 기쁨으로 들어가기에 필요한 거룩함을 얻기 위해 일시적인 정화를 거치는 상태를 말한다.
하느님의 은총 속에서 세상을 떠났으나, 세상에서 지은 경죄나 용서받은 사죄(死罪)에 대한 잠벌을 미처 보속하지 못하고 죽은 사람들의 영혼은 지옥에 가지 않고 연옥에 가서 일정기간 동안 단련을 받는다. 그리고 연옥에서의 단련 기간을 채우고 영혼의 정화가 이루어지면 천국에 들어가게 된다. 이러한 신학적 개념은 고대로부터 내려온 전통에 뿌리를 두고 있으며, 초기 그리스도교 문학에서도 입증되었다. 하지만 지리학적으로 존재하는 장소로서의 연옥에 대한 시적 개념은 대체로 중세 그리스도 신자들의 경건함과 상상력이 빚어낸 산물이다.
연옥이라는 개념은 특히 라틴 전례 가톨릭교회에서 특히 받아들이고 있으며(동방 가톨릭교회에서는 연옥이라고 부르기 보다는 마지막 정화라고 부른다), 성공회나 루터교는 공식적으로 거부하고 있다. 동방 정교회에서는 살아있는 사람들의 기도와 성찬예배 봉헌을 통해 죽은 이들의 영혼의 처지가 변화하는 것이 가능하다고 믿고 있기 때문에 많은 정교회 신자들, 특히 수도자들은 모든 사람이 구원을 받기를 희망하며 기도하고 있다. 유대교 역시 사후 정화의 가능성을 믿으며 이를 게헨나라고 표현하는데, 게헨나에 대해 설명할 때 연옥이라는 단어를 사용하기도 한다.

## 역사

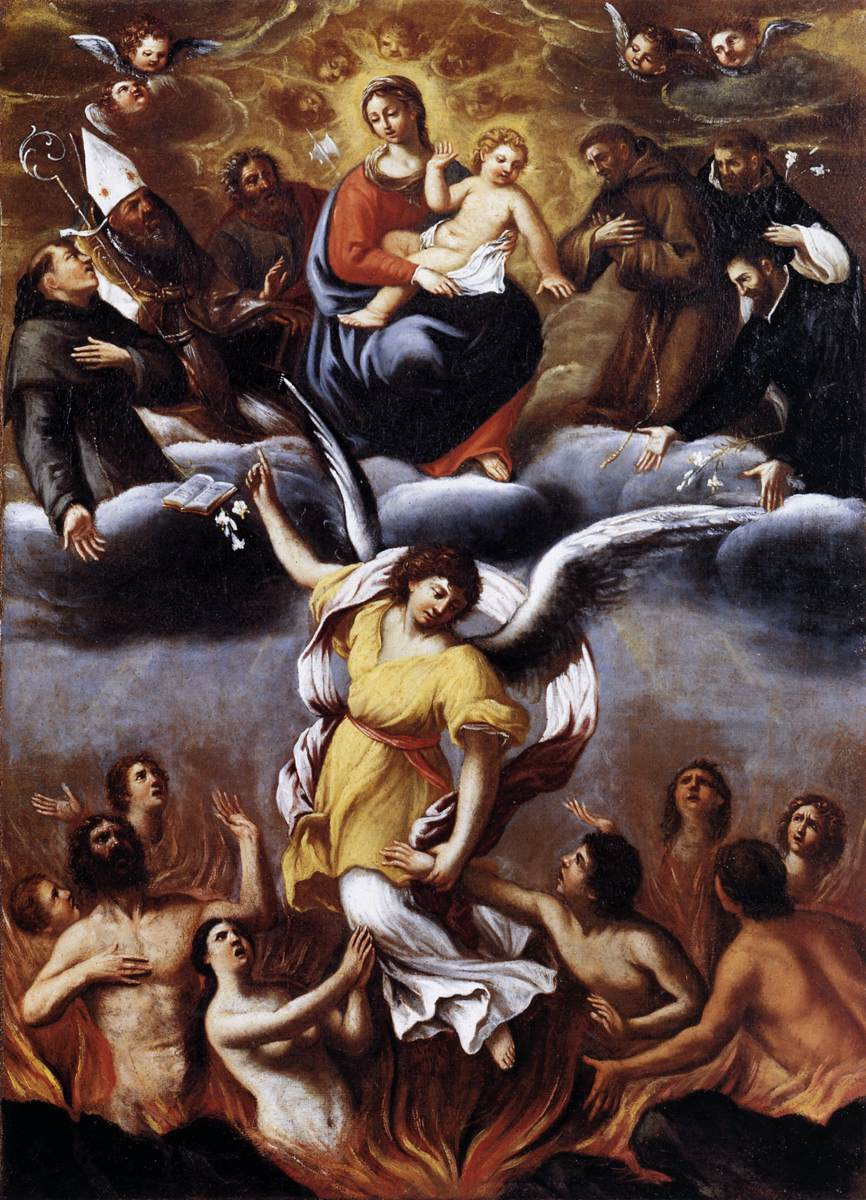
루도비코 카라치가 그린 연옥

연옥이라는 단어를 사용하기 시작한 것은 1160년과 1180년 사이이지만, 장소의 개념으로서는 예수 그리스도 이전까지 거슬러 올라간다. 죽은 사람을 위해서 기도하는 관습은 전 세계적으로 보편적인 관습이었으며, 심지어 유대교에서도 이와 같은 관습이 전해지고 있다. 초기 그리스도교에서는 죽은 이를 위해 기도하면 그 영혼이 정화하는데 도움이 된다고 생각하였다. 다른 문화권에서도 이와 비슷한 관습이 있는데, 가령 중세 중국의 불교도들은 죽은 사람들을 대신해서 제물을 바치고 고행을 하는 경우가 있었다고 한다. 연옥에 대한 가톨릭 신자들의 믿음은 과거 유대교가 바쳤던 위령 기도 관습에서 기원한다. 유대교에서는 죽은 이를 위해 평온한 죽음을 맞이하며 그들의 종착지로 들어갈 때 도움을 받게 된다고 믿고 있다.
또한 가톨릭교회의 연옥에 대한 믿음 성경과 성전의 여러 구절에 근거를 두고 있다.
직접적인 근거는 죽은 이들의 부활을 암시하는 마카베오기 하권의 구절이지만, 간접적인 근거로는 신약성경의 마태오 복음서, 고린토 1서, 디모테오 2서, 베드로 1서 등을 들 수 있다.
사람이 죽으면 생전에 저질렀던 모든 행실에 맞게 내세에서 일시적인 처벌을 받는다는 믿음은 그리스어로 쓰인 초기 기독교 문헌에도 나와 있는데, 대표적인 것이 《하데스에 대한 그리스인과의 대화》이다. 이 문헌은 과거에는 요세푸스(37 – c. 100)가 쓴 것으로 여겨졌지만, 지금은 히폴리토(170–235)가 쓴 것으로 추정되고 있다.
잉글랜드 학자 존 헨리 뉴먼은 가톨릭 신앙으로 회심하기 전에, 연옥 교리의 근거는 고대 전통에서 찾아볼 수 있으며, 이 교리의 일관된 핵심은 본래 천국이 우리에게 주어졌다는 것을 반증하는 것이라고 주장하였다. 가톨릭교회는 연옥에 대한 가르침을 인간의 상상력이 빚어낸 산물이 아니라, 사도들이 전한 예수 그리스도의 계시로부터 유래한 신앙의 한 부문으로 여긴다. 초기 교부들 중의 한 사람이었던 오리게네스는 “구원받게 되는 사람은 불로써 구원을 받을 것이다.”라고 말하면서, 이 불은 죄와 속된 것이라는 불순물을 모두 불태우고 순금만 남게 한다고 덧붙였다. 성 암브로시오는 일종의 불의 세례에 대해 언급하면서, 이 세례는 천국의 입구에 있으며 세상 끝날 때 모든 사람이 통과해야만 한다고 말하였다. 성 대 그레고리오는 연옥에 대한 믿음은 진실로 확인된 것으로 규정했으며, 따라서 마땅히 믿어야 한다고 가르쳤다. 하지만 그는 연옥의 불은 대죄를 정화하는 것이 아니라 오직 소죄만 정화할 수 있다고 가르쳤다. 다시 말하면 가벼운 죄에 해당하는 소죄를 지은 사람은 연옥에 가서 불로써 정화되겠지만, 대죄를 지은 사람은 연옥이 아니라 영원히 지옥에 있어야 한다는 것을 의미한다. 수세기에 걸쳐 가톨릭 신학자들은 연옥에 대한 교리를 발전시켜 왔으며, 결국 제1차 리옹 공의회(1245)와 제2차 리옹 공의회(1274), 피렌체 공의회(1438–1445), 트리엔트 공의회(1545–1563) 등에서 공식 교리로 규정짓게 되었다.

## 기독교

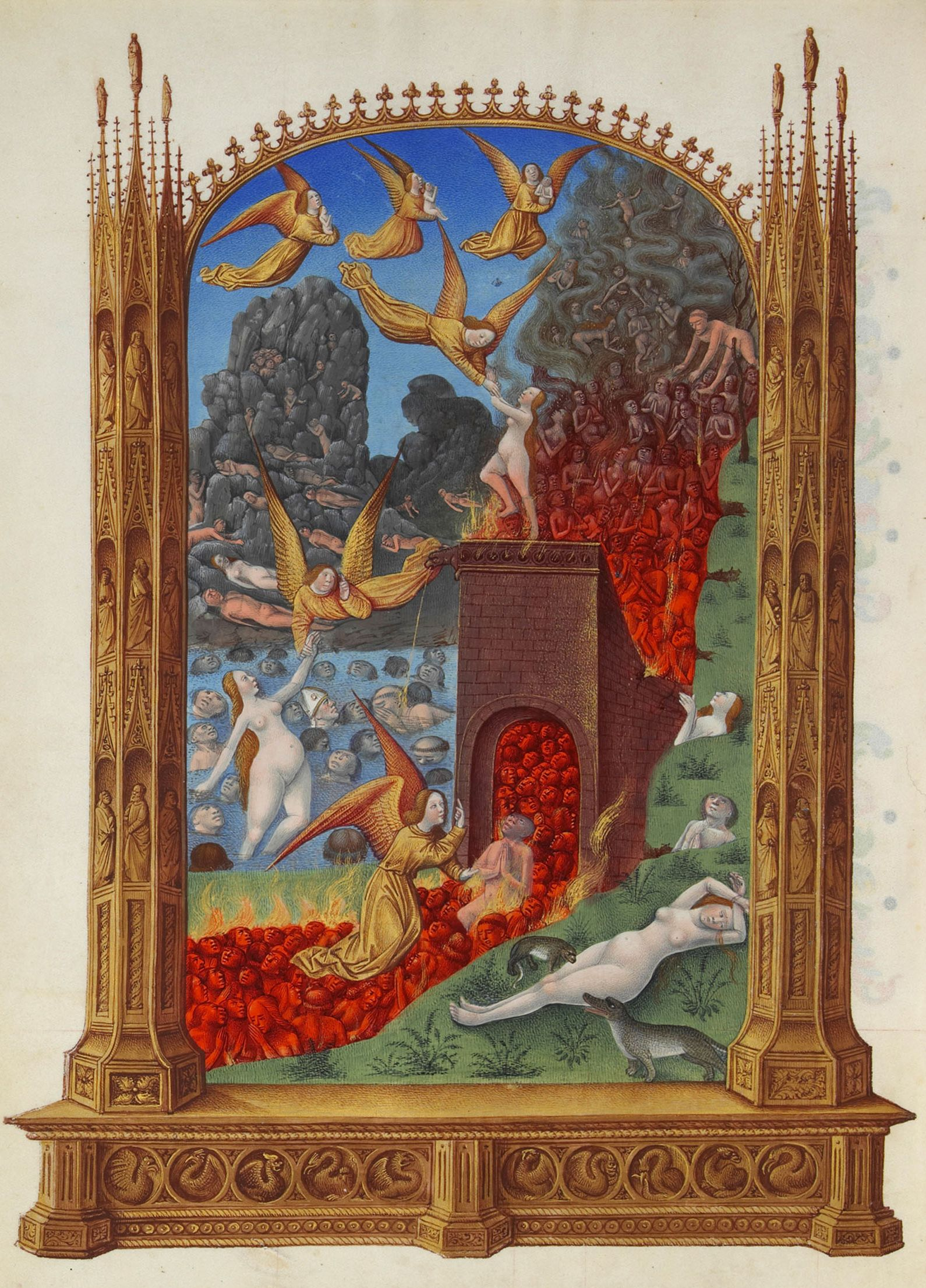
베리 공작의 매우 호화로운 성무일도서 중 연옥도.

일반적으로 가톨릭교회와 유사한 성향을 띈 일부 그리스도교파들은 연옥 교리를 인정하는 반면에 대다수 개신교파와 동방 정교회에서는 인정하지 않는다. 특히 연옥 교리의 주요 근거인 마카베오기 하권을 인정하지 않는 개신교에서는 오직 성경 교리에 입각하여 연옥을 인정하지 않는다. 나중에 동방 정교회에서는 연옥을 반드시 필수적인 교리가 아니라는 입장을 갖게 되었다.

### 로마 가톨릭교회
로마 가톨릭교회에서는 하느님의 은총과 사랑 안에서 죽었으나 완전히 정화되지 않은 사람들은 영원한 구원이 보장되기는 하지만, 하늘의 기쁨으로 들어가기에 필요한 거룩함을 얻으려면 죽은 다음에 정화를 거쳐야 한다고 보고 있으며, 이러한 이들이 필수적으로 거치는 정화를 연옥이라고 부르고 있다. 이따금씩 연옥을 정화 과정이라기 보다는 장소로서의 개념으로 묘사되고 있지만, 시간과 더불어 물리적 장소로서의 연옥에 대한 개념은 가톨릭 교리에 속하지는 않는다.

#### 천국과 지옥
가톨릭 신앙에 따르면, 각 사람은 죽자마자 자신의 행실과 믿음에 따라 대가를 치르는 개별 심판(사심판)으로 그 불멸의 영혼 안에서 영원한 갚음을 받게 된다. 이러한 대가는 정화를 거치거나, 곧바로 하늘의 행복으로 들어가거나, 곧바로 영원한 벌을 받는 것이다. 하느님의 은총과 사랑을 간직하고 죽은 사람들과 완전히 정화된 사람들은 영원한 행복의 낙원으로 그려지는 천국에서 지복 직관으로 하느님과 얼굴을 있는 그대로 맞대고 그와 함께 영원히 살게 된다. 이와는 반대로 자유의지에 따라 하느님에게 반항하여 죽을 죄를 짓고 끝까지 회개하지 않고 그것을 고집한 사람들은 죽은 후에 지옥이라 불리는 상태에 도달하는데, 이는 하느님과의 영원한 분리를 의미하며 종종 영원한 불 속에서 고통받는 장소로 그려진다. 여기서 묘사된 불은 종종 은유적 표현으로 여겨지곤 한다.

#### 역할
가톨릭교회의 내세관은 천국과 지옥을 인정하며, 이 외에도 천국에 들어가기 전의 제3의 상태를 인정하고 있다. 어떤 영혼들은 천국이라는 상태로 곧바로 들어갈 만큼 완전히 정화된 상태가 아니지만, 그렇다고 해서 지옥에 갈 정도로 죄를 많이 지었거나 대죄를 지은 상태에서 회개하지 않은 것도 아니다. 궁극적으로 천국에 들어가서 하느님과 일치하기로 예정된 영혼들은 먼저 연옥이라는 정화 과정을 거쳐야 한다. 연옥에서 영혼들은 지복 직관을 누리기 위해 필요한 성화를 위해 이승에서 미처 다 기워갚지 못한 보속을 마저 치른다. 모든 범죄에는 이에 상응한 벌이 다르게 마련이며 그 벌은 현세에서나 내세의 연옥 혹은 지옥에서 받아야 한다는 것이 가톨릭교회의 가르침이다. 인간은 세례성사를 통하여 원죄 뿐만 아니라 이전까지 자신이 지은 죄와 그에 따른 벌까지 사(赦)함을 받지만, 세례성사 이후에 지은 죄는 (하느님과의 화해 또는 하느님에게 고백한다고 표현되는) 고해성사를 통하여 죄의 용서를 받을 뿐 그 벌은 용서받지 않는다. 그러므로 하느님은 이처럼 죄를 지은 기독교인들에게 사랑의 행위로서 그들이 궁극적으로 악의 길에서 벗어나 진실로 성화될 수 있도록 기도나 자선, 극기, 희생 등의 보속을 함으로써 벌을 갚도록 한다.
그런데 보속을 정성껏 하지 않거나 모자라게 한다면 죽어서 그 벌이 남게 되는데 그 벌을 잠벌(暫罰)이라고 부른다. 이 잠벌은 연옥에서 마저 기워 갚아야만 비로소 천국에 갈 수 있다. 한편 지옥에서 당하는 벌은 영원히 지속되기 때문에 영벌이라고 하지만, 현세나 연옥에서 받는 벌은 유한하며 지옥의 영원한 벌에 비기면 ‘잠시의’ 벌에 지나지 않으므로 잠벌이라고 표현한다.

#### 죄
가톨릭교회는 태어날 때 가지고 나오는 죄를 원죄, 인간이 살아가면서 짓는 죄를 본죄라고 부른다. 그리고 본죄는 그 경중에 따라 두 가지로 분류하고 있다. 대죄는 ‘중대한 문제를 대상으로 하고, 완전히 의식하면서, 고의로 저지른 죄’로서, 사랑의 상실과 성화 은총의 박탈, 곧 은총 지위의 상실을 초래한다. 만일 대죄가 뉘우침과 하느님 자비로 속죄되지 않는다면, 하느님 나라에서 추방되고 지옥의 영원한 죽음을 당한다. 이러한 근거는 성경과 성전에서 찾아볼 수 있다.
소죄는 사랑을 약화시키고, 세상 재물에 대하여 지나친 애착을 보이며, 윤리적 선의 실천과 영혼의 진보를 방해하며, 잠벌을 받게 한다. 고의로 짓고도 뉘우치지 않은 소죄는 점점 대죄를 지을 수 있게 한다. 그렇지만 소죄는 하느님과 맺은 계약을 파기하지는 않는다. 소죄는 하느님의 은총으로 인간적으로 속죄할 수 있다. 소죄는 성화 은총, 하느님과 이루는 친교, 사랑과 영원한 행복을 박탈하지는 않는다.
가톨릭 교리에 따르면, 세례성사를 통하여 모든 죄, 곧 원죄와 본죄, 그리고 모든 죄벌까지도 용서받는다. 세례로 새로 태어난 사람들에게는 하느님 나라에 들어가는 것을 가로막을 아무런 죄도 남아 있지 않다. 또한 세례받은 이후 살아가면서 짓는 죄들은 고해성사를 통해 용서받는다. 하지만, 하느님의 은총과 사랑 안에서 죽었으나 완전히 정화되지 않은 사람들은 영원한 구원이 보장되기는 하지만, 하늘의 기쁨으로 들어가기에 필요한 거룩함을 얻으려면 죽은 다음에 정화를 거쳐야 한다. 가톨릭교회는 선택된 이들이 거치는 이러한 정화를 연옥이라고 부른다.

#### 고통과 불
연옥에서의 보속은 잠시 동안 고통스러운 형벌을 받는 것으로 치르는 것으로 전해지는데, 이는 지옥의 영벌처럼 불의 개념과 맞닿아 있다. 교리적으로 연옥의 고통이 지복직관을 누리지 못하는 고통인 실고(失苦) 외에도 감각적 고통인 각고(覺苦)가 포함되어 있다는 것이 정해진 것은 아니지만, 대부분의 신학자들은 압도적으로 각고 역시 연옥의 고통에 포함된다는데 의견을 일치하고 있다. 몇몇 교부들은 “그 자신은 구원을 받겠지만 불 속에서 겨우 목숨을 건지듯 할 것입니다.”라는 내용의 코린토 신자들에게 보낸 첫째 서간 3장 10-15절을 가벼운 죄의 찌꺼기까지 모두 불타 없애 영혼을 정화시키는 중간 상태의 존재를 암시하는 것으로 간주하였다. 불은 성경으로부터 영감을 받은 것으로서(“저희는 불과 물을 지나야 했습니다.” - 시편 66,12), 기독교인들은 이를 사후 정화의 개념으로 차용하였다. 이 정화의 불에 대해 성 아우구스티노는 이 땅의 그 어떤 고통보다도 연옥에서의 고통이 더 크다고 말했으며, 성 대 그레고리오는 미미한 죄까지 모두 태워 없애는 정화의 불이 있다고 말했다. 오리게네스는 영혼을 정화시키는데 필요한 불에 대해 언급했으며, 니사의 성 그레고리오도 정화의 불이 존재한다는 글을 썼다.
과거에는 대부분의 신학자들이 연옥의 불이 일반적인 불과는 다른 성질을 지니고 있기는 하지만 일종의 물질적인 불이라고 보았으나, 불을 성경적 관점에서 은유적인 용어로 해석한 신학적 견해 역시 존재했으며, 교회는 이를 배척하지 않았다. 오늘날에는 후자의 견해가 신학자들 가운데 더욱 보편적인 견해가 되었다. 《가톨릭교회 교리서》는 성 대 그레고리오의 말을 인용해 ‘정화하는 불’(purgatorius ignis)에 대해 이야기하고 있다. 또한 이승에 살아있는 동안 갖가지 고통과 시련을 인내로이 견디고, 때가 되면 죽음을 차분한 마음으로 맞음으로써 죄의 잠벌들을 은총으로 받아들이도록 힘써야 한다고 말하고 있다.. 연옥의 필요성에 대해서는 모든 죄는, 소죄까지도, 피조물들에 대한 불건전한 집착을 초래하는데, 연옥이라고 부르는 상태의 정화로 이른바 죄의 ‘잠벌’에서 벗어난다고 말한다. 아울러 이를 하느님의 복수로 이해해서는 안 되며, 죄 그 자체에서 나오는 것으로 이해해야 한다고 덧붙이고 있다.

#### 위령 기도와 대사
가톨릭교회는 살아있는 사람들의 행동이 연옥에 있는 영혼들의 운명에 영향을 끼칠 수 있다고 가르치고 있다. 이 가르침은 가톨릭교회와 정교회에서 성경의 일부로 받아들이고 있는 마카베오기 하권 12장 42-45절에서 언급된 죽은 이들을 위한 기도 전통에 근거를 두고 있다.

42 그리고 죽은 자들이 범한 죄를 모두 용서해 달라고 애원하면서 기도를 드렸다. 고결한 유다는 군중들에게 죄지은 자들이 받은 벌이 죽음이라는 것을 눈으로 보았으니 이제는 그들도 죄를 짓지 말라고 권고하였다.
43   그리고 유다는 각 사람에게서 모금을 하여 은 이천 드라크마를 모아 그것을 속죄의 제사를 위한 비용으로 써달라고 예루살렘으로 보냈다. 그가 이와 같이 숭고한 일을 한 것은 부활에 대해서 생각하고 있었기 때문이었다. 44   만일 그가 전사자들이 부활할 수 있다는 희망을 가지고 있지 않았다면 죽은 자들을 위해서 기도하는 것이 허사이고 무의미한 일이었을 것이다.
45   그가 경건하게 죽은 사람들을 위한 훌륭한 상이 마련되어 있다는 생각을 하고 있었으니 그것이야말로 갸륵하고 경건한 생각이었다. 그가 죽은 자들을 위해서 속죄의 제물을 바친 것은 그 죽은 자들이 죄에서 벗어날 수 있게 하려는 것이었다.
이와 같은 맥락으로, 연옥 영혼들을 위해 대사(大赦)를 양도하는 것이 있다. 대사는 고해성사를 통해서 용서받은 죄에 따른 벌, 곧 잠벌(暫罰)에 대해 교회가 교회가 정한 일정한 조건을 충족하는 사람에 한해 사면하는 것을 말한다. 대사는 살아있는 사람이 죽은 사람을 대신해서 얻어서 그 사람에게 양도할 수도 있다. 일반 대중적인 인식과는 달리, 가톨릭교회의 대사는 벌의 사면에는 효과를 갖지만 죄 자체를 사면하는 효력은 없다. 왜냐하면 죄를 용서하는 권한은 오직 하느님의 권한이기 때문이다. 누구라도 대사가 죄를 용서할 수 있는 기능을 갖고 있다고 주장한다면 그는 가톨릭교회의 정통적인 가르침과는 상반되는 주장을 하는 것이다. 또한 대사의 효과가 믿음의 정도에 상관 없이 모든 가톨릭 신자에게 그대로 적용된다는 것 역시 가톨릭교회의 가르침이 아니다. 대사의 효과는 각 사람마다 갖고 있는 믿음의 수준에 따라 다르다.
위령 기도와 대사는 연옥 영혼들이 연옥에서 지내는 시간을 탕감해주는 역할을 한다고 믿어지는데, 이는 과거에 대사, 즉 부분대사(한대사)가 그 종류마다 일수나 햇수가 있었던 것과 연관되어 있다. 물론 이는 부분대사에 따른 일수나 햇수만큼 연옥 영혼의 보속 기간을 탕감한다고 생각한 것은 아니며, 살아있는 신자와 동등한 입장에 있다는 것을 의미하는 것이다. 하지만 교회의 공식적인 가르침과는 달리, 일부에서는 부분대사의 종류에 따른 일수와 햇수 규정이 연옥에 있는 영혼이 그만큼 연옥에서의 보속을 탕감받는다는 식으로 잘못 해석되는 경우가 있기도 하였다. 한 예로, 한때 헨리 8세가 소유했던 기도 두루마리에는 주님의 기도 5회, 성모송 5회, 사도신경 1회를 헌신적으로 바침으로써 보속을 치르면, 연옥에서의 52,712년 40일을 탕감받을 수 있다는 식의 내용이 적혀 있었다. 트리엔트 공의회는 규정을 만들어 대사의 남용을 규제하였고, 1967년 1월 1일 교황 바오로 6세는 대사에 대한 법을 제정하며 대사의 의미와 규정을 더욱 명확히 하였다. 이에 따라 부분대사에 관하여, 일수나 햇수 구분이 폐지되었을 뿐만 아니라 대사를 받기 위해 신자들이 해야 할 의무들도 대폭 완화되었다.

#### 물리적 장소로서의 개념

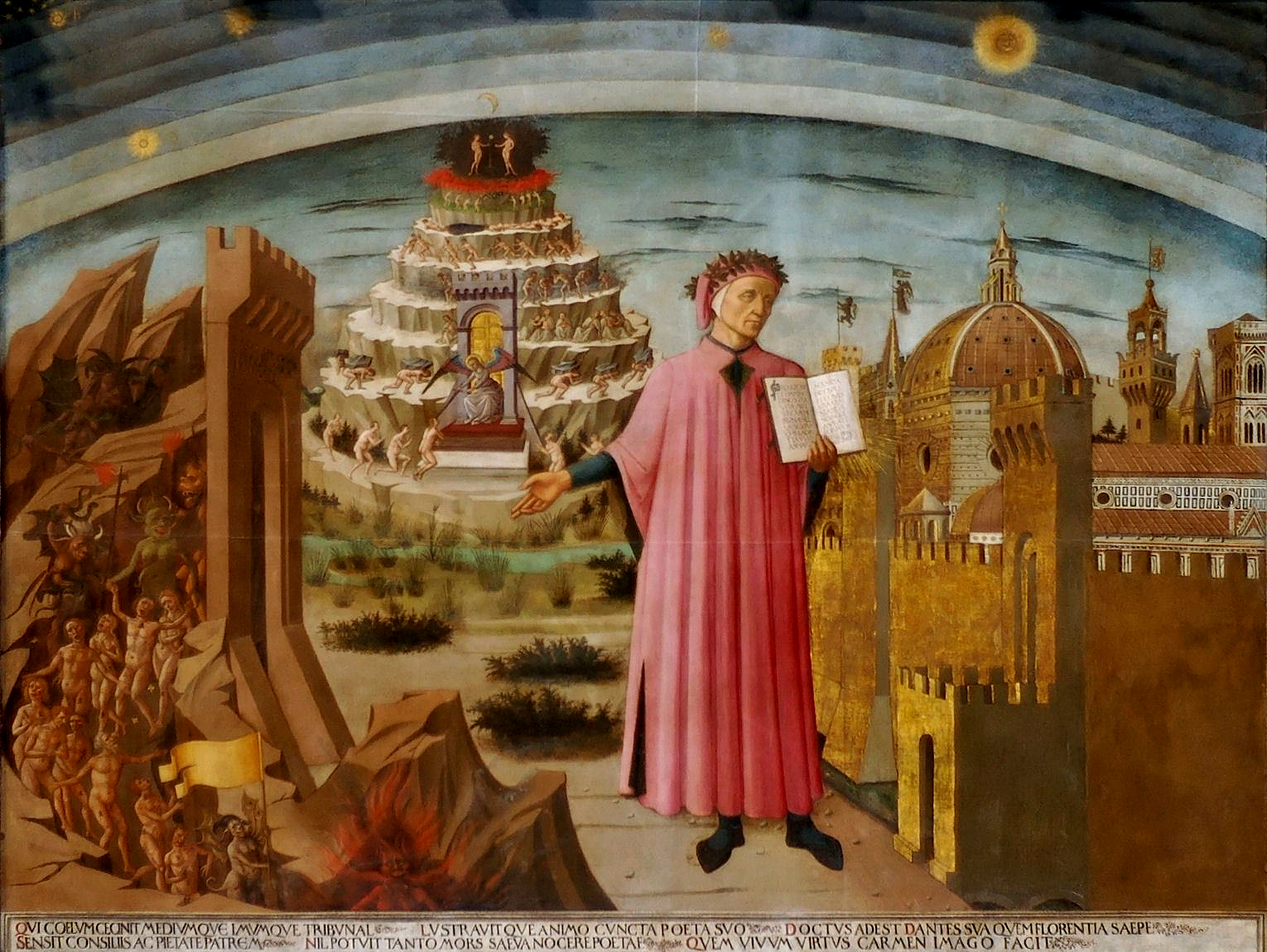
16세기에 그려진 그림으로 단테의 오른쪽에 있는 것은 천국이며, 왼쪽에 있는 것은 지옥이다. 그리고 단테의 뒤에 그려진 산은 연옥을 묘사한 것이다.

가톨릭교회는 교리적으로 천국과 지옥, 연옥을 물리적 장소로 가르친 적이 없었지만, 고대와 중세에는 일반적으로 물리적 장소로서 우주 어디엔가에 존재하는 장소로 여기곤 하였다. 특히 천국은 하늘 위에 있고, 지옥은 땅 아래에 있다고 믿은 사람들이 많았다. 연옥 역시 이와 비슷하게 이 세상 어디엔가 존재하는 물리적 장소로 여겨지곤 하였다.
1206년 잉글랜드의 턱힐이라는 이름의 한 소각농은 성 율리아노가 자신에게 나타나 연옥에 잠시 데리고 나왔다고 주장했다. 그는 연옥의 풍경이 어떠하고, 그곳의 영혼들이 어떻게 보속을 치르고 있는지에 대해 세세하게 설명하였다. 그의 이야기는 교회사학자 웬도버의 로저를 포함한 많은 사람이 신뢰하였다.
14세기 단테의 작품 《신곡》에서 연옥은 남반구에 있는 유일한 육지인 산에 있는 것으로 묘사되어 있다. 연옥은 세상의 중심으로 여겨진 예루살렘에서 정확히 반대쪽에 자리잡은 것으로 그려지고 있는데 이것은 당시 기독교적 세계관의 지구의 모습을 반영한 것이다. 연옥의 제일 아래층부터 가장 윗층까지 칠죄종, 즉 교만, 인색, 질투, 분노, 음욕, 탐욕, 나태를 참회하면서 한층 한층 올라가는 구조로 묘사되어 있다. 가령 첫 번째 단계인 교만에서 연옥 영혼들은 그리스 신화의 아라크네에 빗대어 자신의 보속을 위해 무거운 바위를 짊어지고 있는 모습으로 그려졌다. 연옥 영혼들이 모든 관문을 통과하면 산 꼭대기, 즉 에덴 동산에 도착하게 된다. 그렇게 모든 보속을 남김 없이 마침으로써 완전히 정화된 영혼들은 천국으로 올라가기 전에 지상의 낙원인 에덴 동산에서 잠시 대기한다.
1999년 교황 요한 바오로 2세는 연옥을 가리켜 ‘존재 상태’라고 언급하였는데, 이는 연옥이 물질적으로 존재하는 장소가 아니라 사후 그리스도의 사랑 안에 있으면서 완전함을 방해하는 불순물들이 제거되는 상태일 가능성이 가장 높다는 것을 시사한다고 볼 수 있다.
2011년 교황 베네딕토 16세는 제노바의 성녀 가타리나(1447–1510)에 대해 언급하면서, 그녀가 살았던 시대에는 영혼의 정화(연옥)를 특정한 공간적 의미의 장소로 그려졌던 것이 일반적이었지만, 성녀 본인은 하느님의 무한한 사랑과 완전한 거룩함에 직면한 영혼이 자신이 얼마나 죄로 인해 더럽고 무가치한지를 느끼기 때문에 깊은 슬픔에 빠진다고 말했다면서 연옥 불은 연옥 영혼을 태우는 불이 아니라 애타는 영혼의 상태를 뜻한다고 말했다. 성녀 가타리나는 연옥 영혼들은 천국 영혼들과는 달리 하느님의 지복직관을 누리는 것이 불가능하자 이에 대한 갈망과 고통 속에 머물러 있다고 말했다. 교황은 이어서 “이처럼 우리가 하느님을 보지 못하게 하고, 멀리 하도록 만드는 것들이 이 세상에 얼마나 많이 있는지 알 수 있다”고 덧붙였다.

#### 가톨릭교회의 입장
2005년 출판된 《가톨릭교회 교리서 요약편》(Catechismo della Chiesa Cattolica Compendio)은 《가톨릭교회 교리서》의 내용들을 문답 형식으로 요약한 책이다. 이 책은 연옥에 대해 다음과 같이 기술하고 있다.
210. 연옥은 무엇인가?
연옥은 사람이 하느님의 사랑 안에서 죽어 영원한 구원을 보장받기는 하였지만, 하늘의 기쁨으로 들어가는 데 필요한 정화를 거쳐야 하는 상태이다.
211. 연옥 영혼이 정화되도록 어떻게 도울 수 있는가?
성인들의 통공에 힘입어, 지상에서 여전히 순례하고 있는 신자들은 연옥 영혼들을 위하여 위령기도, 특히 미사성제를 바치고, 자선과 대사와 보속 등을 통하여 그들을 도울 수 있다.

위의 두 가지 문답은 1992년 발간된 《가톨릭교회 교리서》 1020-1032항을 요약한 것이라고 볼 수 있다. 《가톨릭교회 교리서》는 또한 1472-1473항에서도 연옥에 대해 언급하고 있다.
이 밖에 기타 권위 있는 문헌으로는 1439년 피렌체 공의회 문헌과 1563년 트리엔트 공의회 문헌이 있다.

## 타 교파의 입장

### 동방정교회
동방정교회에서는 죽은 영혼이 잠시 고통받는 중간 기간이 있다고는 믿으며, 로마 가톨릭과 마찬가지로 죽은 자들을 위한 기도 예식(파니히다)을 행하고 있다. 정교회에서 사용하는 예절 경본에 있는 죽은이를 위한 기도는 현재 로마 가톨릭의 경본과 대부분 일치한다.

### 성공회
성공회는 성공회 가톨릭파 신도 소수파를 제외하고는 연옥을 비성서적인 것으로 이해하여 인정하지 않는다. 영국 성공회 39개조 신조의 제22조. 연옥에 관하여를 보면 "연옥, 면죄, 성상 및 유물에 대한 예배와 숭배, 그리고 성인을 통한 기도에 관한 로마 교회의 교리는 어리석은 것이며 헛되게 발명된 것이고 성서에 전혀 근거가 없는 것일 뿐만 아니라 하느님의 말씀에 적대하는 것이다."라고 언급하였다. 하지만 로마 가톨릭 신학에 열정적인 성공회 가톨릭파 신도들 사이에서 연옥의 존재를 받아들이는 이들이 있다.

### 루터교
루터교의 창시자 마틴 루터는 죽은 자를 위한 기도는 불가능하다고 믿었다.
하지만 루터가 언급한 바는 아니지만 루터 교리의 주된 서술은 다음과 같다: "에피파니우스는 에리우스가 '죽은 자를 위한 기도는 쓸모없다'함을 마음에 품고 있음을 확인한다. 이것으로 그는 잘못을 찾아낸다. 우리는 누구도 에리우스에게 호의를 보이지 않는다." (필리프 멜란히톤, Apology of the Augsburg Confession 강조 설명 추가)

### 장로교
장로교(정통개혁교회)의 입장은 연옥의 개념을 이단적 교리로 규정하고 있다. 장로교(정통개혁교회)의 주된 교리는 오직 성경(Sola Scriptura)이다. 일반적으로 장로교(정통개혁교회) 외의 개신교 관점은 성경에는 연옥에 대해 명확한 논의와 근거를 찾아볼 수 없는 교리이기 때문에 비성경적인 것으로 여기고 있다. 또한 장로교(정통개혁교회)의 교리로는 오직 믿음(Sola Fide)이다. 로마가톨릭교회는 믿음과 선한 행위을 구원에 필수적인 것으로 보는 반면, 장로교(정통개혁교회)와 기타 개신교는 믿음만이 구원의 조건이며 선한 행위는 단지 바른 믿음의 증거로 나타나는 결과라고 본다. 장로교(정통개혁교회)는 지옥에 떨어질 대죄(mortal sin)와 용서할 수 있는 죄(venial sin)를 구분하지 않으며, 다만 구원받은 자는 영생의 심판을, 구원을 받지 못한 자는 영벌의 심판을 받는다는 성경에 근거하여 믿는다. 다시 말해, 하나님에게는 지옥갈 처지에 놓인 모든 사람들 중에 구원을 받은 사람들은 천국에 가는 반면 구원받지 못한 사람들은 원래의 지옥갈 처지에 놓여있는 것이다. 이에 따라, 종교개혁자 루터는 ≪연옥론철회≫(Widerruf vom Fegefeuer, 1530)에서 연옥 신앙을 부인하였고, 또 정통개혁교회와 기타 개신교에서도 연옥과 같은 일시적인 상태나 위치의 개념, 그리고 죽은 자들과의 영적 교류를 부인한다.

### 감리교
감리교는 "연옥, 면죄, 성상 및 유물에 대한 예배와 숭배, 그리고 성인을 통한 기도에 관한 로마 교회의 교리는 어리석은 것이며 헛되게 발명된 것이고 성서에 전혀 근거가 없는 것일 뿐만 아니라 하느님의 말씀에 적대하는 것이다"라는 신조를 성공회와 같이 쓰고 있다. 실제로 감리교가 부인하는 것은 구체적으로 말해 그리스도 안에서 죽은 사람들의 영혼이 살아있는 자의 기도로 도움을 받을 수 있다는 장소로서의 연옥이라는 개념이다.

## 그 밖의 종파의 입장

### 유대교
유대인은 죽은 이들을 위해 기도한다. 유대교 공인 기도서에는 죽은 이들의 영혼을 위하여 드리는 기도문이 실려 있다. 유대교의 전통에 따르면 대부분의 죄인들이 면제를 받기까지 최대 한 해 동안 걸린다고 하는 연옥의 장소 게헤나의 존재를 믿는다.

### 이슬람
이슬람에서도 일부 교도들은 지옥이 어떤 이들에게는 영원한, 또 어떤 이들에게는 처벌을 받는 일시적인 장소가 될 것이라고 여긴다.

### 기타
16세기 유럽의 종교 개혁 이전에도 연옥 개념을 부인하거나 비판하는 교파가 있었다. 12세기에서 14세기까지 유럽에 존재했던 카타리파(Cathari)를 비롯하여 종교개혁에 영향을 남긴 발두스파(Waldenses) 등은 죽은 자를 위한 전구와 연옥의 존재를 부인하였다. 당시 이 종파는 교황청으로부터 이단으로 단죄되었다.

## 같이 보기
- 하데스 (기독교)
- 낙원
- 보속
- 셰올